# Agnieszka Wojtkowska
Agnieszka Wojtkowska (ur. 30 stycznia 1987 w Głubczycach) – polska badmintonistka. Zawodniczka Hubala Białystok.

## Kariera
Badmintonistka, reprezentantka miejscowych klubów: Unii, Polonii i LKS Technik Głubczyce, oraz Hubala Białystok. Wielokrotna medalistka Mistrzostw Polski.

## Osiągnięcia
- 7- krotna złota medalistka Mistrzostw Polski w grze podwójnej kobiet (2012, 2013, 2014, 2015, 2016, 2017, 2018)
- 2- krotna złota medalistka Mistrzostw Polski w grze mieszanej (2012, 2013)